# Goghin (Pouytenga)
Pour les articles homonymes, voir Goghin.
Ne doit pas être confondu avec Goguin ou Gounghin.
Goghin est une commune située dans le département de Pouytenga de la province de Kouritenga dans la région du Centre-Est au Burkina Faso.